# 利部陽子
利部 陽子（かがぶ ようこ、1960年10月28日 - ）は、日本の元女子バレーボール選手。1984年ロサンゼルスオリンピックバレーボール女子銅メダリスト。

## 来歴
秋田県秋田市太平出身。秋田市立太平中学校でバレーボールを始める。中学時代はアタッカーであり、高校入学後にセッターに転向。
1979年に日立に入団。
日立・全日本ともに正セッターには中田久美がいたため、「チームが苦しい場面のピンチサーバー」としての役割を果たした。
引退後は秋田市役所に勤務。
1994年に小学生クラブチームの秋田ブレイザーズジュニアを立ち上げ、指導者を務める。教え子にはAstemoリヴァーレ茨城の野中瑠衣がいる。

## 球歴
- オリンピック - 1984年

## 所属チーム
- 秋田市立太平中学校
- 角館南高校
- 日立（1979-1986年）